# Límite continuo
En física matemática y en matemáticas, el límite continuo de un modelo de red caracteriza su comportamiento en el límite cuando el espaciado de la red tiende a cero. Suele resultar útil para aproximar con modelos de red procesos del mundo real, como el movimiento browniano. De acuerdo al teorema de Donsker, en el límite continuo un camino aleatorio discreto se aproximaría al verdadero movimiento browniano.

## Terminología
El término «límite continuo» se usa ampliamente en el campo de la física, a menudo en referencia a modelos de aspectos de la física cuántica. En ocasiones, en aplicaciones matemáticas se usa también el término «límite de escala».

## Aplicaciones en teoría cuántica de campos
Un modelo de red que se aproxima a una teoría cuántica de campos continua cuando el espaciado de la red tiende a cero puede corresponderse a una transición de fase de segundo orden del modelo. Este sería el límite continuo del modelo.